# Округ Клејборн (Тенеси)
Клејборн (енгл. Claiborne County) је округ у америчкој савезној држави Тенеси.

## Демографија
По попису из 2010. године број становника је 32.213, што је 2.351 (7,9%) становника више него 2000. године.
| Група             | 2000.          | 2010.          |
| Белци             | 29.074 (97,4%) | 31.051 (96,4%) |
| Афроамериканци    | 224 (0,8%)     | 282 (0,9%)     |
| Азијати           | 85 (0,3%)      | 166 (0,5%)     |
| Хиспаноамериканци | 192 (0,6%)     | 265 (0,8%)     |
| Укупно            | 29.862         | 32.213         |